# Poblat ibèric del Turó d'en Boscà
El poblat ibèric del Turó d'en Boscà és un poblat laietà del segle iv aC situat en el cim del turó d'en Boscà, a Badalona (Barcelonès), declarat bé cultural d'interès nacional.
Es correspon amb la seca ibèrica de Baitolo (), la qual va batre moneda de bronze entre el segle ii aC i començament del segle i aC. El poblat es troba en el cim i els vessants d'un dels turons de la serralada litoral, entre les valls de Canyet i de Pomar, a l'oest del Mas Boscà. El turó està senyalitzat i protegit mitjançant una tanca de ferro.

## Excavacions
Malgrat la seva presència constant des del 1928 a la bibliografia especialitzada sobre l'arqueologia ibèrica i tot ésser el nucli de poblament preromà més important prop de la Baetulo romana, el jaciment del Turó d'en Boscà ha estat, fins a la dècada del 1970, un jaciment poc treballat arqueològicament. Els primers treballs d'excavació no tingueren lloc fins al 1933, sota la direcció de Joaquim Font i Cussó, any en què es van posar al descobert restes significatives de la fortificació del poblat que van evidenciar la importància del jaciment. A començament dels anys seixanta es va produir la troballa fortuïta del Vas de les Naus. Fou també en aquests anys quan es van reprendre els treballs arqueològics per part d'un equip de la Universitat de Barcelona, dirigit per J. Maluquer de Motes, que va excavar un habitatge ibèric que proporcionà dades suficients per reconstruir tant la seva estructura com els seus usos espacials en el moment de la seva destrucció. Finalment, entre 1978 i 1988 el Museu de Badalona va desenvolupar una sèrie de campanyes d'excavació a diversos indrets del poblat que van permetre fer una primera aproximació a la seva configuració urbanística i a la cronologia del jaciment.

## Jaciment
El Turó d'en Boscà va ser el lloc d'assentament d'un dels poblats ibèrics de més envergadura arqueològica de la comarca del Barcelonès. El jaciment es localitza en el cim i els vessants d'un dels turons de la serralada litoral, essent un més dels poblats de la sèrie que es van establir al llarg de la carena costanera en època ibèrica. El poblat, que ocupava unes 3 ha de superfície, va ser construït adaptant-se a la topografia del terreny: ocupava el cim del turó i els seus vessants. L'extensió pel cantó del mar ha estat documentada per l'arqueologia, restant les altres encara pendents d'excavació, exceptuant el vessant de l'est, les estructures de la qual van ser destruïdes en el moment d'obertura de la pedrera instal·lada en aquest indret a finals dels anys setanta, actuació que va suposar la pèrdua d'una quarta part del poblat. La seva posició elevada, 198 m d'altitud sobre el nivell del mar, li donava un ampli domini visual sobre el delta del Besòs i la totalitat del pla de Barcelona. Sembla que es tractava d'un poblat important i amb una certa estructura política, capaç de tenir una administració i de crear i gestionar una infraestructura pública, per tal com en una excavació urbana a Badalona es va trobar un segment de camí ibèric amb senyals que hi havia hagut fites o mil·liaris i edificis modests que s'han interpretat com a punts de control del trànsit.
D'entre les estructures exhumades destaquen les restes de fortificació amb diversos trams de muralla i una torre rectangular de construcció sòlida i potent, així com diversos exemplars de cases ibèriques, algunes molt ben conservades en planta, i restes de la disposició urbanística del poblat, amb murs de contenció que sostenen un sistema de terrasses bastant evolucionat, amb carrers planers que recorren longitudinalment cadascuna de les terrasses i carrers esglaonats que les comuniquen entre si. La cronologia del poblat també roman ben establerta: de la constitució del poblat amb estructures ja pròpiament urbanes a la segona meitat del segle iv aC, fins a l'abandonament del poblat a començament del segle i aC a conseqüència de les noves formes socioeconòmiques i polítiques causades pel procés de romanització del país.
Els nombrosos materials proporcionats per les excavacions, conservats al Museu de Badalona, són exponents d'aquesta forquilla cronològica que abasta la vida del poblat. Entre aquests materials destaca un vas de ceràmica grisa decorada amb una excepcional doble figuració d'una nau navegant davant un fons que representa un paisatge costaner vist des del mar, segurament la mateixa costa laietana. Les restes arqueològiques exhumades del poblat del Turó d'en Boscà evidencien la importància d'aquest jaciment i el seu gran interès científic, històric i museogràfic, malgrat que només estigui excavada una petita part de la seva superfície. Constitueix un dels exponents més significatius de l'hàbitat ibèric de la Laietània litoral, i pel fet d'estar en una zona avui molt densament poblada té unes potencialitats didàctiques considerables. Els elements del poblat posats al descobert en totes les campanyes es troben a la part alta del turó, atès que és la sola àrea en què s'han realitzat treballs arqueològics. Això no obstant, hi ha vestigis suficients per a deduir que l'hàbitat s'estenia pels vessants del turó, fent-se evident, sobretot al vessant sud, més escarpat, quan es van fer les parets de vinya que esglaonen el pendent utilitzant freqüentment restes de parets ibèriques com a base de sosteniment. També hi ha indicis de l'extensió del poblat vers el sud-oest fins al Turó d'en Folc, i el sud-est, restant els altres vessants encara com a reserva arqueològica. La delimitació de la zona arqueològica inclou les restes conegudes fins avui, actualment visitables i protegides amb una tanca metàl·lica.